# 카얀데르 제식
카얀데르 제식(핀란드어: Malli Cajander 말리 카얀데르[*])이란 1939년 겨울전쟁 개전 당시 핀란드 육군의 형편없는 장비 수준을 가리키는 말이다. 당시 핀란드 병사들은 제대로 주어진 개인제식장비가 하나도 없어서, 심지어 군복도 없이 민간인 의복을 입고 싸워야 했다.
겨울전쟁 개전 당시의 총리 아이모 카를로 카얀데르의 이름을 붙인 멸칭이다. 그 원인은 1939년 8월 12일 카얀데르 총리가 “…… 우리가 그 때(핀란드 내전) 구했던 것들, 예컨대 비행기, 대공포, 전차 등은 이미 구식이 되었거나, 심지어 일부는 스크랩 처리되고 있다. 하지만 우리 경제는 그때에 비해 더 발달했고 더 잘 동원될 수 있게 되었다 ……”라는 연설을 했는데, 이 중 앞 부분만 맥락을 무시하고 인용되어 인구에 회자된 것이다.
사실 제3차 카얀데르 내각(1937년-1939년) 당시 군비는 오히려 증가했다. 하지만 형편없는 장비 수준에 대한 불만은 어딘가로 돌아가야 했고, 카얀데르가 그 대상으로 지목되었다. 나중에는 제식장비의 부족 뿐 아니라 준비성 부족 전반을 가리키는 말로 의미가 확장되었다. 특히 카얀데르 같은 정치인들을 공격하기 위한 목적이 컸다. 총리 카얀데르 본인과 재무장관 배이뇌 탄네르, 외무장관 엘랴스 에르코 등 각료들은 개전 직전까지 전쟁의 가능성을 믿지 않았으며, 탄네르와 중앙은행총재 리스토 뤼티는 군비확대를 가속하기 위한 외채 대출을 반대했었다. 이런 정치인들의 행보는 전쟁 준비를 게을리한 실책으로 받아들여졌다. 하지만 지금 와서 살펴보면 당시 핀란드는 국가 재정의 15-20%를 군비에 지출했다. 총력전이라고 보기에는 부족하지만, 당대 유럽에서 가장 높은 수준의 군비를 사용한 편이었다.